# Ушань (горы)
Ушань (кит. упр. 巫山, пиньинь Wū shān) — горный хребет в Китае.

## География
Горы Ушань расположены к юго-западу от центра Китая, в том месте, где территория города центрального подчинения Чунцин стыкуется с территориями провинций Хубэй и Гуйчжоу. Горы вытянуты в направлении с юго-запада на северо-восток, являются восточной границей Сычуаньской котловиной; на севере стыкуются с горами Дабашань, на юге — с горами Улиншань.
Вдоль северо-западных склон гор Ушань течёт на северо-восток река Янцзы, которая затем поворачивает на восток и, пробиваясь сквозь горы, образует знаменитые Три ущелья.